# Пивоваренко Андрій
Пивова́ренко Андрі́й (бл. кін. XIX ст. — † 21 листопада 1943 Рівне) —  український військовий діяч, учасник Української революції 1917 - 1921. Інженер-технік, фахівець у галузі цукроваріння.

## Біографія та спогади
Андрій Пивоваренко учасник Української революції 1917 — 1921 років. Перебував у рангу бунчужного технічних військ Армії УНР. Місце народження невідоме. Після 1920 року був інтернований польськими військами, згодом у жовтні 1923 року оселився разом із сином Олександром в селі Бабин. На той час Бугринська ґміна, Рівненського повіту, Волинського воєводства. Всього тут оселилося біля 100 осіб і проживали при Бабинському цукрозаводі. Син Олександр Андрійович Пивоваренко — хорунжий Генерального Штабу Армії УНР. У 1923 році запрацював Бабино-томахівський цукрозавод, який не працював з 1914 року через воєнні дії. Андрій Пивоваренко влаштувався туди на роботу й відомо, що працював до 1925 року.
Про його життя в період радянської окупації з 17 вересня 1939 року по червень 1941 року невідомо але очевидно, що зміг приховати свою біографію. З приходом у липні 1941 року німецької адміністрації він очолив цукроварню та став її директором. Після значного пошкодження заводу під час бомбардування та відступу Червоної Армії влітку 1941 року зумів відновити роботу цукрозаводу. Про це згадується в статті газеті "Волинь" від 1 вересня 1941 року: Наступна згадка в газеті "Волинь" від 20 листопада 1941 року про пожежу на цукрозаводі, що трапилася в липні 1941 року та Андрія Пивоваренка як директора та бувшого вояка армії УНР. Був особисто знайомим і товаришував з українським письменником та журналістом Уласом Самчуком, який у своїх спогадах занотував зустріч з ним у лютому 1943 року. У листопаді 1943 року, очевидно після доносу, Андрій Пивоваренко був арештований у потязі спецзагоном СС та розстріляний 21 числа на залізничному вокзалі у Рівному. Про це також у спогадах Уласа Самчука. Місце поховання Андрія Пивоваренка невідоме. Також невідомою залишається доля його сина Олександра.